# Lingua latina arcaica
Il latino arcaico è la fase iniziale della lingua latina, precedente al latino classico, ovvero la lingua latina parlata precedentemente al 75 a.C. Faceva parte delle lingue latino-falische, una famiglia linguistica indoeuropea attestata in Italia dal primo millennio a.C., che comprendeva, oltre al latino, anche la lingua falisca e probabilmente anche la lingua venetica.

## Storia
Verso la fine del II millennio a.C. una delle popolazioni indoeuropee, che parlava una variante del proto-indoeuropeo destinata a diventare la lingua latina, si installò nella penisola italiana. La fondazione di Roma è tradizionalmente collocata nel 753 a.C.: si presume che quel latino arcaico fosse parlato solo nel Latium vetus, un'area corrispondente agli attuali Monti Albani e zone limitrofe fino al colle Palatino a Roma, in contatto con altre parlate, in particolare l'etrusco (una lingua non indoeuropea, attestata quasi esclusivamente attraverso epigrafi) e l'osco-umbro (termine che designa un insieme di lingue indoeuropee parlate prima dell'avvento del latino e attestate da iscrizioni che ricorrono tra il V secolo a.C. e il I secolo d.C.).
L'etrusco e l'osco-umbro hanno comunque lasciato importanti tracce sul latino, in particolare sul piano lessicale: parole di origine etrusca sono populus, taberna e catena nonché termini del linguaggio teatrale quali histrio (attore), subŭlo (suonatore di flauto), persona ("maschera" e poi anche ruolo attribuito al personaggio mascherato). Ascrivibili invece ad altre lingue italiche sono soprattutto parole concernenti gli animali: bos ("bue"), ursus ("orso"), lupus ("lupo"), turdus ("tordo") e scrofa ("scrofa").
Sul latino, assai più rilevante fu l'influenza della lingua greca, a partire dall'alfabeto, mutuato da quello delle popolazioni della Magna Grecia, in particolare gli abitanti di Cuma. Nel latino sono numerosi i grecismi in parole di uso quotidiano (oliva, macina, amphora). Tra tutti spicca l'apporto in campo marinaresco (prora, ballaena, delphinus e gubernare, che originariamente significava "reggere il timone" e che poi passò al moderno significato politico-istituzionale).
Rilevante è poi l'apporto del greco per quel che riguarda il lessico astratto, rispetto al quale il latino importa innanzitutto "l'impalcatura concettuale": ad alcune parole furono attribuiti nuovi significati, come nel caso di ratio, che dall'originale significato di "calcolo" passa ad indicare anche la "ragione" in senso moderno, o come nel caso del verbo putāre ("contare" e, in seguito, anche "ritenere"). In altri casi si assiste a nuove formazioni, come qualitas e mediĕtas, termini coniati da Cicerone come calchi dei greci poiòtes e mesòtes.
In particolare le origini agricole di Roma hanno lasciato notevoli tracce nella lingua: agĕre è spingere innanzi il bestiame (l'opposto di ducĕre, guidarlo precedendolo); pecunia ricorda che l'antico mezzo di scambio era il bestiame (pecus); forma è lo stampo del formaggio; nihil (nulla) significa etimologicamente "neppure un fuscello (hilum)"; robur è la rovere; laetus (lieto) significa propriamente "concimato" (cfr. laetāmen); putāre è "potare" e cernĕre "setacciare" (cribrum è il setaccio: dal suo diminutivo cribellum il nostro "crivellare"), etc. Anche termini militari come cohors e manipŭlus tradiscono un'origine rurale: erano rispettivamente il recinto o cortile (e quindi le persone ivi contenute) e il fascello di grano che sta nel pugno.
Dall'ambito sacrale della lingua vengono termini più o meno laicizzati come considĕro ("guardo le stelle"; da sidĕra = stelle) e il suo opposto desidĕro ("cesso di vedere"); contemplor (templum era lo spazio sacro da dove l'augure osservava gli auspici); favĕo (indicava il favore degli dèi); macte ("sii onorato", poi "bravo"); augustus (connesso con augur, augurium), ecc.

## Fonologia
La differenza fonologica più evidente tra i testi latini più arcaici e il latino classico è la mancanza degli "indebolimenti" che hanno colpito le vocali brevi nelle sillabe successive alla prima (il che ha fatto ipotizzare una fase in cui il latino possedesse un forte accento dinamico sulla prima sillaba).

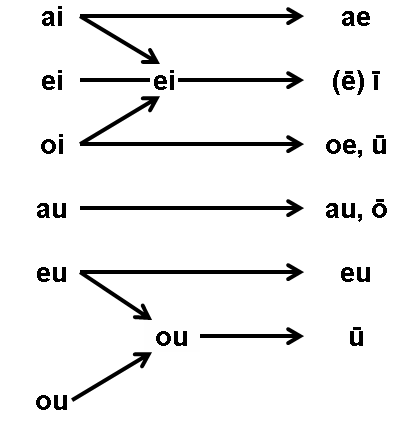
Modifica dei dittonghi dal latino arcaico (sinistra) al latino classico (destra)

Altre caratteristiche fonologiche del latino arcaico erano le desinenze della seconda declinazione (nominativo e accusativo) in -os e -om (che nel latino classico si sarebbero evolute in -us e -um), e l'esistenza dei dittonghi ai, oi ed ei (latino classico: ae o oe, e ī). Il grafema <C> veniva impiegato per rappresentare sia l'occlusiva velare sorda [k] sia l'occlusiva velare sonora [g].
Nell'ambito delle consonanti la tendenza al rotacismo, ovvero la trasformazione della s sonora intervocalica in r non aveva ancora manifestato i suoi effetti: così la desinenza del genitivo plurale era -asom (per la prima declinazione)/ -osom (per la seconda), a differenza del latino classico (-arum, -orum). Alcuni testi latini presentano la /s/ intervocalica anche in altre parole: per esempio nel Carmen Arvale lases per lares.

## Testi noti

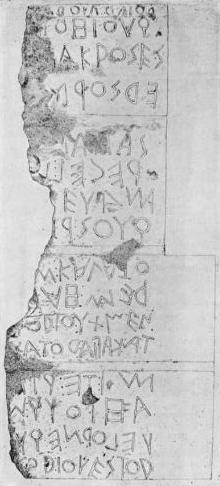
Il lapis niger, uno dei più antichi testi latini a noi noti: si noti l'andamento bustrofedico. Da un disegno di Domenico Comparetti.

- La Fibula prenestina (VII secolo a.C.)
- Il Vaso di Dueno (VII secolo a.C.)
- Ollae di Tita Vendia e dell'Osteria dell'Osa (circa 600 a.C.)
- Il Lapis niger (vedi illustrazione) (550 a.C. circa)
- Il Lapis satricanus (circa 500 a.C.)
- La Tabella Lanuvina con la dedica a Castore e Polluce (500 a.C. circa)
- Il Bucchero di Garigliano (500 a.C. circa)
- I frammenti sopravvissuti delle dodici tavole (tradizionalmente datati al 449 a.C., attestati molto più tardi)
- Il piedistallo del Tevere (400 a.C. circa)
- La Cista Ficoroni (datazione incerta tra IV e II secolo a.C.)
- Il Senatus consultum de Bacchanalibus (186 a.C.)
- L'iscrizione di Ardea
- Il Frammento di altare di Corcolle
- Il Carmen Arvale
- Il Carmen Saliare
- Gli Scipionum elogia

## Grammatica e morfologia

### Sostantivi
Il latino arcaico presentava un sistema di flessione del sostantivo articolato su 7 casi: oltre a nominativo, genitivo, dativo, accusativo, vocativo, ablativo era presente anche il caso locativo, impiegato per esprimere la posizione. Questo caso, nel latino classico, verrà assorbito dall'ablativo, e ne rimarranno solo esempi vestigiali (Romae diu consisto; Romae è locativo)

#### Prima declinazione
|            | puella, –aī     | puella, –aī          |
| Singolare  | Plurale         |                      |
| ---------- | --------------- | -------------------- |
| Nominativo | puella          | puellaī              |
| Genitivo   | puellās/-es/-aī | puellōm/ -āsom       |
| Dativo     | puellāi         | puellaīs/-eīs/ -abos |
| Accusativo | puellam         | puellās              |
| Ablativo   | puellād         | puellaīs/-eīs/ -abos |
| Vocativo   | puella          | puellaī              |
| Locativo   | puellai         | (puellasu)           |

#### Seconda declinazione
|            | campos, –oī campo m. | campos, –oī campo m. | saxom, –oī sasso n. | saxom, –oī sasso n. |
| Singolare  | Plurale              | Singolare            | Plurale             |                     |
| ---------- | -------------------- | -------------------- | ------------------- | ------------------- |
| Nominativo | campos               | campoī               | saxom               | saxa                |
| Genitivo   | campoī               | campōm/ -ōsom        | saxoī               | saxōm/ -ōsom        |
| Dativo     | campōi               | campoīs              | saxoī               | saxoīs              |
| Accusativo | campom               | campōs               | saxom               | saxa                |
| Ablativo   | campōd               | campoīs              | saxōd               | saxoīs/ -oes        |
| Vocativo   | campe                | campoī               | saxom               | saxa                |
| Locativo   | campoi               | camposu              | saxoi               | saxosu/ -oes        |

Come si nota, il genitivo plurale presentava due desinenze: una prima (più antica) in -ōm, corrispondente in pieno all'antico greco –ων, ed una caratteristica del latino arcaico in -osom/-asom (corrispondente al greco -άσων > -ῶν). Il fenomeno del rotacismo produsse poi le desinenze classiche -orum/-arum.

#### Terza declinazione
|            | regs –es re m. | regs –es re m. |
| Singolare  | Plurale        |                |
| ---------- | -------------- | -------------- |
| Nominativo | regs           | regēs          |
| Genitivo   | regis          | regōm          |
| Dativo     | regeī          | regebos        |
| Accusativo | regem          | regēs          |
| Ablativo   | regeid         | regebos        |
| Vocativo   | regs           | regēs          |
| Locativo   | regei          | regebos        |

Il nominativo, scritto regs anziché rex, mostra una caratteristica comune nel latino arcaico: la lettera x era raramente usata da sola per designare i suoni /ks/ o /gs/, che invece erano spesso scritti 'ks', 'cs' o anche 'xs', designando invece la chi greca, graficamente analoga (pulxra → pulchra).

### Pronomi personali
I pronomi personali occorrono con grande frequenza nelle antiche iscrizioni latine; si noti come in tutte e tre le persone l'ablativo singolare termini in maniera identica all'accusativo.
|            | Prima persona      | Seconda persona    | Terza persona |
| Singolare  | Singolare          | Singolare          | Singolare     |
| ---------- | ------------------ | ------------------ | ------------- |
| Nominativo | ego                | tu                 | -             |
| Genitivo   | mis                | tis                | sei           |
| Dativo     | mihei, mehei       | tibei              | sibei         |
| Accusativo | mēd                | tēd                | sēd           |
| Ablativo   | mēd                | tēd                | sēd           |
| Plurale    |                    |                    |               |
| Nominativo | nōs                | vōs                | -             |
| Genitivo   | nostrōm, -ōrum, -i | vostrōm, -ōrum, -i | sei           |
| Dativo     | nōbeis, nis        | vōbeis             | sibei         |
| Accusativo | nōs                | vōs                | sēd           |
| Ablativo   | nōbeis, nis        | vōbeis             | sēd           |

### Pronomi relativi
Anche i pronomi relativi sono comuni nel latino arcaico, ma il loro uso e la loro forma sono incostanti e contraddittori; le forme qui riportate sono in gran parte ricostruzioni.
|            | queī, quaī, quod chi, cosa | queī, quaī, quod chi, cosa | queī, quaī, quod chi, cosa |
|            | maschile                   | femminile                  | neutro                     |
| ---------- | -------------------------- | -------------------------- | -------------------------- |
| Nominativo | queī                       | quaī                       | quod                       |
| Genitivo   | quoius, quoios             | quoia                      | quoium, quoiom             |
| Dativo     | quoī, queī, quoieī, queī   | quoī, queī, quoieī, queī   | quoī, queī, quoieī, queī   |
| Accusativo | quem                       | quam                       | quod                       |
| Ablativo   | quī, quōd                  | quād                       | quōd                       |
| Plurale    |                            |                            |                            |
| Nominativo | ques, queis                | quaī                       | qua                        |
| Genitivo   | quōm, quōrom               | quōm, quārom               | quōm, quōrom               |
| Dativo     | queis, quīs                | queis, quīs                | queis, quīs                |
| Accusativo | quōs                       | quās                       | quōs                       |
| Ablativo   | queis, quīs                | queis, quīs                | queis, quīs                |